# Uniwersytet Techniczny w Monachium

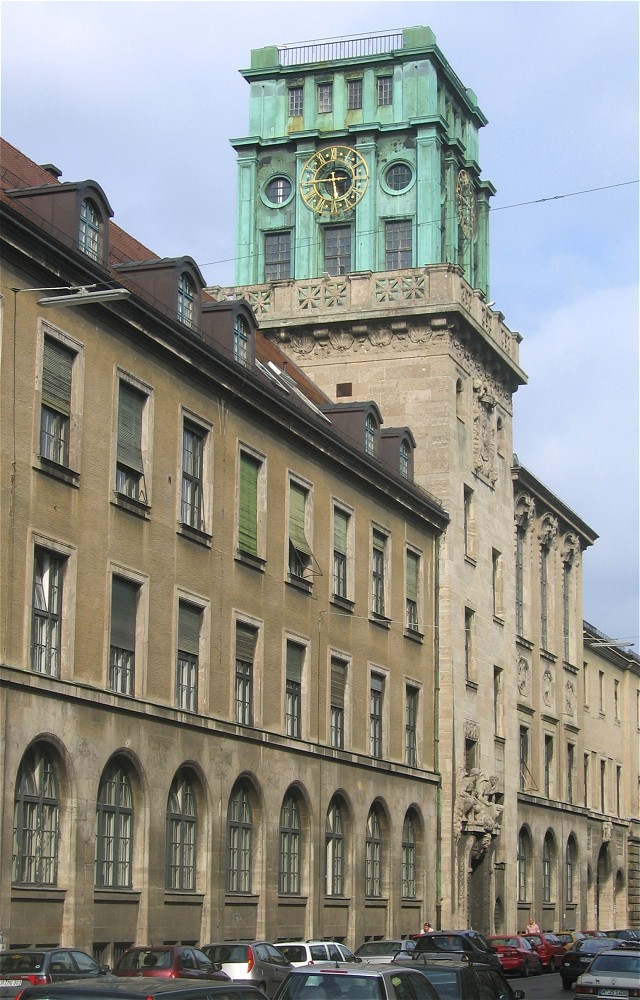
Uniwersytet Techniczny w Monachium

Monachijski Uniwersytet Techniczny (niem. Technische Universität München, TUM) – niemiecki uniwersytet techniczny założony przez Ludwika II Bawarskiego w 1868 roku jako wyższa szkoła techniczna. Od 1970 znajduje się w Monachium a także w innych miastach, głównie w Garching i Freising.
Uczelnia posiada cztery kampusy. 

## Wydziały
- Matematyki
- Fizyki
- Chemii
- Nauk Ekonomicznych
- Budownictwa i Geodezji
- Architektury
- Inżynierii Mechanicznej
- Elektrotechniki i Technologii Informacyjnej
- Informatyki
- Technologii Żywienia
- Medycyny
- Sportu i Nauk o Zdrowiu

## Absolwenci
Nobliści
- 1985: Klaus von Klitzing, fizyka
- 1973: Ernst Fischer, chemia
- 1961: Rudolf Mößbauer, fizyka
- 1930: Hans Fischer, chemia

Inni (wybór)
- Rudolf Bayer
- Rudolf Diesel (1880) – twórca silnika wysokoprężnego
- Claudius Dornier
- Kazimierz Fabrycy (1914) – polski generał dywizji
- Wolfgang Herrmann
- Robert Huber
- Carl von Linde
- Heinz Maier-Leibniz
- Willy Messerschmitt (1923) – konstruktor samolotów
- Oskar von Miller
- Otto Ernst Schweizer